# ムハンマド・デイフ
ムハンマド・デイフ (アラビア語: محمد الضيف 、文語アラビア語発音：Muḥammad al-Ḍayf(ないしはal-Ḍaif), ムハンマド・アッ＝ダイフ、口語アラビア語発音： 文語アラビア語発音：Moḥammed al-Ḍeif, モハンメド・アッ＝デイフ、英字表記例：Mohammed Deif、1965年8月12日 - 2024年7月13日) は、パレスチナ自治区のガザ地区に本拠地を置くイスラム原理主義組織ハマースの軍事部門であるイッズッディーン・アル＝カッサーム旅団の司令官（他国の軍隊における参謀長に相当）。司令官には2002年に就任した。2024年7月に行われたイスラエル空軍の攻撃でムハンマドは死亡したとイスラエル側は発表している。当初、ハマス側は公式には認めていなかったが2025年1月19日、ムハンマド・デイフが殺害されたことを公式に認めた。
本名はムハンマド・ディヤーブ・イブラーヒーム・アル＝マスリー(アラビア語: محمد دياب إبراهيم المصري、文語アラビア語発音：Muḥammad Diyāb Ibrāhīm al-Miṣrī, ムハンマド・ディーヤーブ・イブラーヒーム・アル＝ミスリー, 口語アラビア語発音：Moḥammed Diyāb Ibrāhīm al-Maṣrī, モハンメド・ディヤーブ・イブラーヒーム・アル＝マスリー、英語: Mohammed Diab Ibrahim al-Masri）。報道では「モハメド・デイフ」と表記されることもある。

## 青年期の経歴
ムハンマド・デイフは1948年の第1次中東戦争の後にエジプト（当時はアラブ連合共和国と呼称）占領下にて設置されたハーン・ユニス難民キャンプで1965年に誕生し、ムハンマドと名付けられた。 ムハンマド・デイフの家族はラムレ近郊のアル・クベイバ出身だが、1948年の第一次中東戦争中にシオニストの民兵によって逃亡するか追放された。イスラエルの諜報機関であるイスラエル総保安庁(シン・ベット)によると、ムハンマドの父親か叔父のどちらかが、1950年代にパレスチナ過激派によって行われたイスラエルへの散発的な襲撃に参加していたという。
ムハンマドの幼少期の生活や生い立ちの詳細についてはあまり知られていないが、伝えられるところによれば、ムハンマドは低所得の家族を養うために学校を一時中退し、父親と一緒に室内装飾品製造業で働き、後に小さな養鶏場を始めたという。ムハンマドはガザ・イスラーム大学で化学を勉強していたとされており、1988年に学士号を取得して卒業した。
大学在学中、ムハンマドは演劇に情熱を注ぎ、以前住んでいたナクバの土地への帰還を切望するパレスチナ難民にちなんで「ザ・リターナーズ」という劇団を設立した。彼は歴史上の人物を含む多くの役を演じた。

## ハマスの戦闘員としての経歴
ムハンマド・デイフは、第一次インティファーダ中にハマスが設立されてから数週間後の 1987年にハマスに加わったとされる。ムハンマドは組織への関与を理由に1989年にイスラエル当局によって逮捕された。16か月の拘留後、捕虜交換で釈放された。釈放後すぐに、ムハンマドはハマスの武装部隊であるイッズッディーン・アル＝カッサーム旅団の設立に貢献した。 
ムハンマド・デイフは、それぞれ1993年と1996年にイスラエルによって暗殺されたイマード・アクル（口語発音：イマード・アケル）とヤフヤー・アイヤーシュ（日本語慣用表記：ヤヒヤ・アイヤーシュ）に近い存在であった。 ムハンマドはアイヤーシュとともに訓練を受け、爆弾製造を学んだ。アイヤーシュが暗殺された後、ムハンマド・デイフは標的にされるのを避けるためにプロフィールを縮小した。
ムハンマドは1990年代から2000年代初頭にかけて、1996年のヤッファ通りのバス爆破事件など、数多くの自爆テロの首謀者であった。彼はまた、1990年代のイスラエル国防軍の兵士であったシャハル・シマニ、アリエ・フランケンタール、ナクション・ワックスマンの誘拐とその後の殺害を指揮したとされている。
2000年5月にムハンマド・デイフはイスラエルの要請によりパレスチナ国家当局によって逮捕されたが、12月に何人かの協力者の助けを得て脱獄した。

## アル＝カッサーム旅団の司令官として
2002年7月にイスラエルがサラ・シェハデを暗殺した後、ムハンマド・デイフはアル・カッサム旅団の司令官となった。 ムハンマド・デイフがイスラエルによる暗殺未遂で重傷を負った後、2006年7月から2012年11月までの間、デイフの副官アフマド・アル＝ジャアバリーが実効的な指揮を執った。 
2015年9月にアメリカ合衆国国務省は、デイフと他の 3 人のハマスの指導者を米国の特別指定世界的テロリストのリストに指定した。2023年12月には欧州連合 (EU) がムハンマドを2023年のテロのブラックリストに指定した。

### 戦略
デイフ氏は、アル・カッサム旅団をアマチュア集団の集団から、イスラエルに侵攻できる「軍隊」と呼ばれる組織化された軍事部隊に変革させた功績があるとされている。彼の軍事戦略は「上と下」戦略と呼ばれ、ロケット弾でイスラエル領土を攻撃し、イスラエルとの国境に侵入するために使用される地下トンネルを建設することに基づいて構築された。 

### 2023年パレスチナ・イスラエル戦争
アル・カッサム旅団の最高位の指揮官として、ムハンマド・デイフはパレスチナ・イスラエル戦争のきっかけとなったイスラエルへの奇襲攻撃の指揮に関与しており、ハマスに近い関係者によれば、ムハンマドは2021年の戦争に向けて計画を立て始めていたという。ラマダン期間中にイスラエル軍がアル＝アクサー（日本語慣用表記：アル・アクサ、アルアクサ等）を襲撃する場面がきっかけとなったとされている。 フランスの報道機関France24によると、ムハンマドは10月7日の襲撃事件の首謀者である。  攻撃開始の決定は、ムハンマド・デイフとガザ地区ハマスの指導者ヤヒヤ・シンワル（アヤフヤー・アッ＝スィンワール）によって共同で下された。 
ハマスによるイスラエルへの攻撃後、ロイター通信の報道によると、過去2年間にわたり、デイフはハマスが新たな紛争に興味がないとイスラエルを騙していたという。この欺瞞キャンペーンには、 2022年8月と2023年5月のイスラエルとパレスチナ・イスラム聖戦の衝突に参加しないという決定が含まれており、イスラエルにハマスが「戦闘準備ができていない」という印象を与え、戦闘に参加する可能性があるとの印象を与えた。ガザの労働者に経済的インセンティブを与えることで抑制する。
襲撃当日、デイフは2021年以来となる音声演説を行い、アル＝アクサー・モスクの「冒涜」と2023年に数百人のパレスチナ人が殺傷されたことへの対応としてこの攻撃を正当化した。彼はパレスチナ人とアラブ系イスラエル人に対し「占領者を追放し、壁を破壊する」よう呼び掛けた。 「アル＝アクサーの大洪水作戦」の開始を発表し、デイフは次のように述べた。アメリカと西側の支援を考慮して、責任を問われずにもう楽しむことはできないということを敵に理解してもらうために、私たちはこのすべてに終止符を打つことに決めました。」
2024年5月20日、国際刑事裁判所 (ICC) のカリム・カーン主任検察官がパレスチナ・イスラエル戦争における状況を踏まえ、イスラエルのネタニヤフ首相とガラント国防相、ハマース幹部のハニーヤ政治局長、ガザ地区指導者シンワルと共に、デイフに逮捕状を請求することが明らかにされた。11月21日、ICCはネタニヤフとガラント、デイフに対し逮捕状を出したと発表した。後述の通りイスラエル軍はデイフの殺害を発表しているが、ICCは生死が確定していないとして発付を決めた。

## 暗殺未遂
ムハンマド・デイフは1995年以来イスラエルの「最重要指名手配者リスト」のトップに位置している。 2023年10月現在、ムハンマド・デイフは少なくとも7回のイスラエルの暗殺未遂を生き延びている。ムハンマド・デイフへの最初の暗殺未遂は、彼がアル・カッサム旅団の指導者に就任する前の2001年の空爆によるものであった。イスラエルは2002年9月にデイフの車を攻撃して再び殺害しようとした。この未遂のビデオ映像には、男が血まみれのデイフを引きずり出す様子が映っている。
2003年と2006年7月にも、イスラエルはハマス指導部の会合が開かれていた家を襲撃するという再挑戦を試みた。2006年7月の未遂は、デイフが大学の講師の一人を訪ねていた際に、彼の家を空爆したとも言われている。
2014年のガザ戦争中の2014年8月、イスラエル空軍はガザ市のシェイク・ラドワンの家を空爆し、彼を暗殺しようとした。ハマスはデイフの殺害を否定し、2015年にイスラエル諜報機関によって確認された。2021年のイスラエル・パレスチナ危機の最中の2021年5月、イスラエル軍はデイフを殺害しようとした。 1週間に2回の試みだったが、どちらの試みも失敗したことが判明した。
2023年のイスラエル・ハマス戦争中の2023年10月、デイフの父親の家がイスラエル軍の空爆を受け、デイフの弟と他の家族2人が死亡した。空爆がディーフを標的としたものかどうかは不明である。
デイフの生存により、イスラエルの敵対者の間で彼は「9つの命を持つ猫」というあだ名が付けられた。
2024年7月13日、イスラエル軍はデイフを標的にしたとしてマワシ (Al-Mawasi) 地区の難民キャンプに無警告で空爆を行った。マワシ地区は、イスラエル軍が「安全地帯」に指定した地域で、援助団体によれば数十万人が避難していた。ガザ保健当局によると、少なくとも90人が死亡。うち女性と子どもが半数以上を占めるという。また、300人が負傷した。

### 健康への影響
2006年の暗殺未遂事件の後、デイフは頭蓋骨に破片が入り込み治療のためエジプトで3カ月を過ごし、頭痛の治療のために毎日精神安定剤を服用し続けている。
デイフは7回の暗殺未遂で目と手足を失い、車椅子生活になったと考えられている。ハマスはこれらの主張を肯定も否定もしておらず、彼の健康状態についてもコメントしていない。しかし、2023年12月にイスラエル軍が入手した映像では、デイフの状態はかなり良くなり、両手を使い、自分の二足で歩き始めたものの、まだ若干足を引きずり、時折車椅子を使用していることが示されていた。

## 殺害
2024年8月1日、イスラエル軍の声明は「IDF（イスラエル軍）は、2024年7月13日にIDFの戦闘機がハーンユニス地域を攻撃し、情報分析の結果、攻撃でムハンマド・デイフが殺害されたことが確認されたと発表した」と述べた。複数の爆弾を使用し無警告で数百人の難民を巻き込んだ爆殺テロであるためデイフ氏の遺体は確認されていない。また、この攻撃は地上に出てきたデイフを狙ったものであったが、標的以外にも90人以上が殺害された。
2025年1月31日、イスラム抵抗運動ハマスは、デイフ司令官の死亡を公式に発表したが、死亡時期などは明かされていない。